# 矍眼蝶
矍眼蝶（Common Fivering）是一种生活在亚洲的眼蝶亚科的蝴蝶。別名有小波紋蛇目蝶、擬六目蝶、鏈紋眼蝶。本種體型在台灣的波眼蝶屬中屬於偏小，也因此稱為「小」波眼蝶。

## 描述
矍眼蝶屬於多世代性蝶種，成蝶通常於林緣、林床活動，飛翔緩慢且會訪花；雌雄斑紋相似，軀體背側呈褐色，腹側呈淺褐色。前翅近直角三角形，前緣、外緣呈弧形。後翅接近扇形。翅背面底色呈褐色，於內側及亞緣各有一暗色曲線，而其翅腹面底色為褐色而有細密之白色或灰白色波狀細紋。前、後翅各有二道暗色條貫穿翅面。前翅有一枚明顯眼紋，位於翅背面眼紋之相應位置，後翅則有六枚眼紋，兩兩成一組而排成三列。緣毛淺褐色。

### 濕季形态
雄性：翅面棕色，前翅和后翅末端都是有深色边缘，或多或少有深色带。前翅有一个大，略斜，呈椭圆形，边缘呈黄色的黑眼。后翅有两个圆形相对小一些的单眼。
底面和翅面类似。颜色暗淡一些。只是单眼的数量不同，前翅依然是一个单眼，后翅则有6个单眼，两个一组。
雌性：颜色比雄性暗淡。

### 旱季形态
雄性和雌性在旱季翅面相似，比濕季苍白。
翼展38-46毫米。

## 分布
矍眼蝶分布在东南亚地区。印度中部、印度南部和西高的山脉和丘陵，以及缅甸德林达依。在中国分布在湖南、河南、长江以南各省区、云南、西藏。臺灣本島、馬祖、龜山島及蘭嶼約海拔0~2000公尺的常綠闊葉林、海岸林、灌叢等可見。

## 棲地
成蝶活動於林緣及林下，飛行緩慢，會訪花。幼蟲群居，以禾本科植物如兩耳草、毛馬唐等為食。一年多代，全年可見。

## 圖片

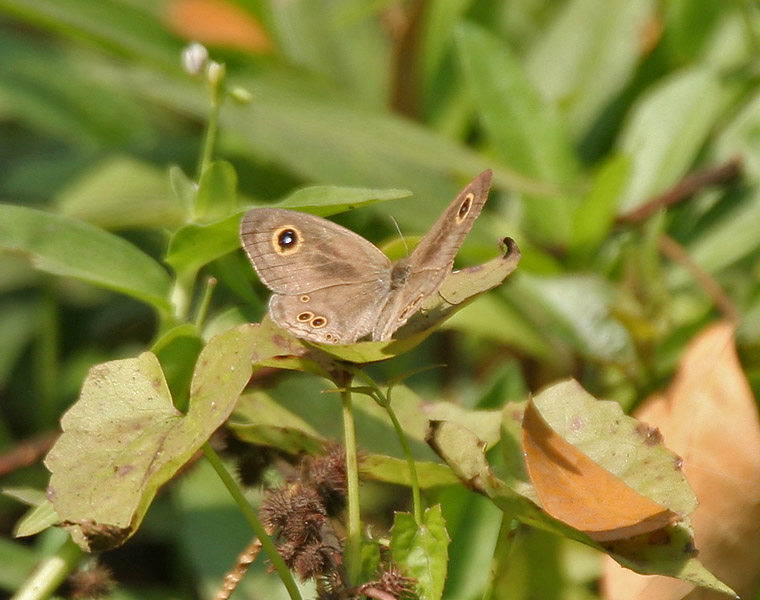
旱季形态
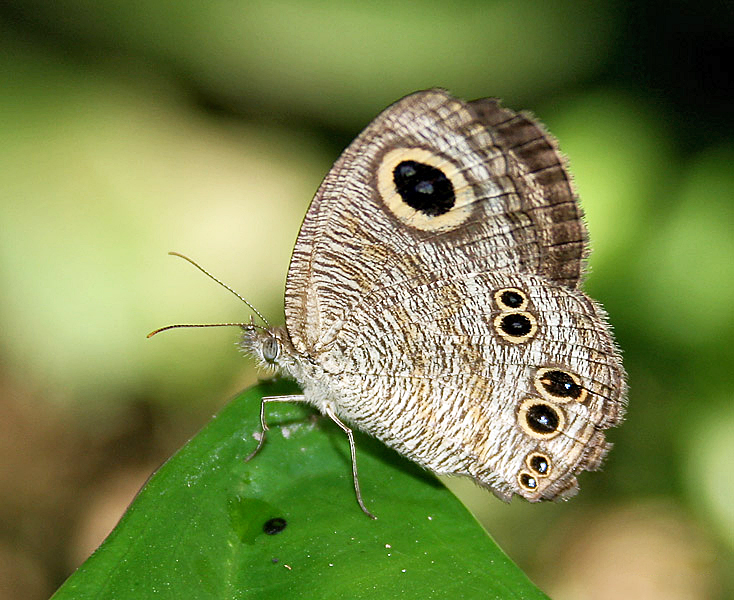
濕季形态
- 交配中的配對及其他個體, 日本
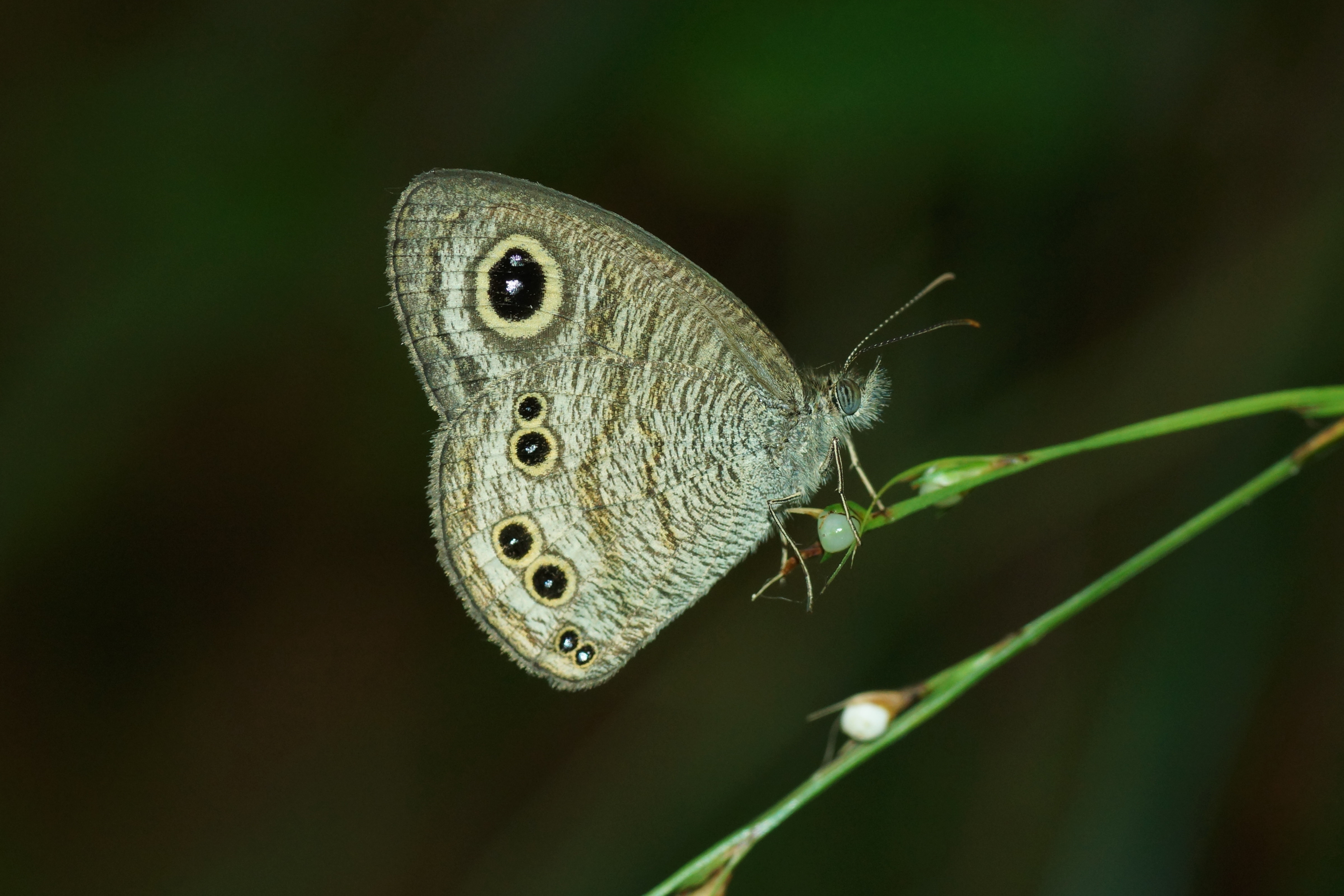
腹面, 濕季型態
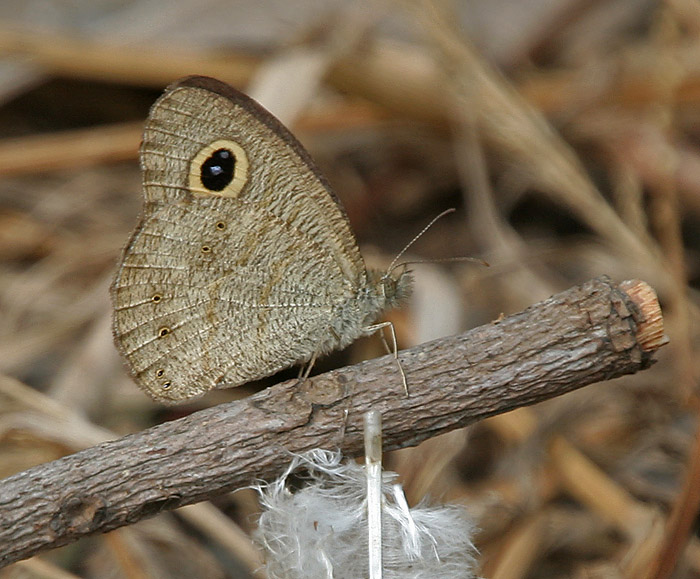
腹面, 乾季型態
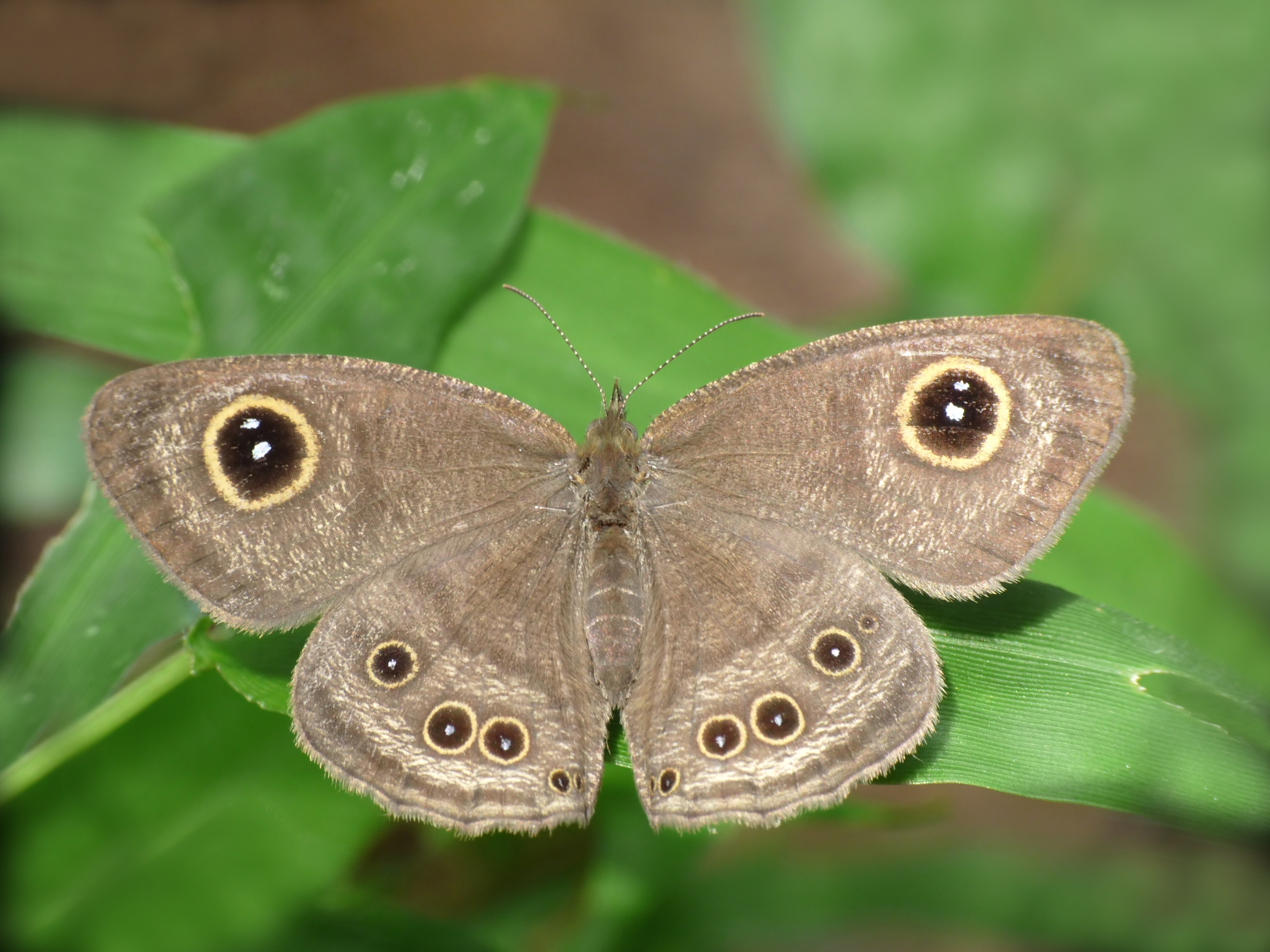
背面, 濕季型態
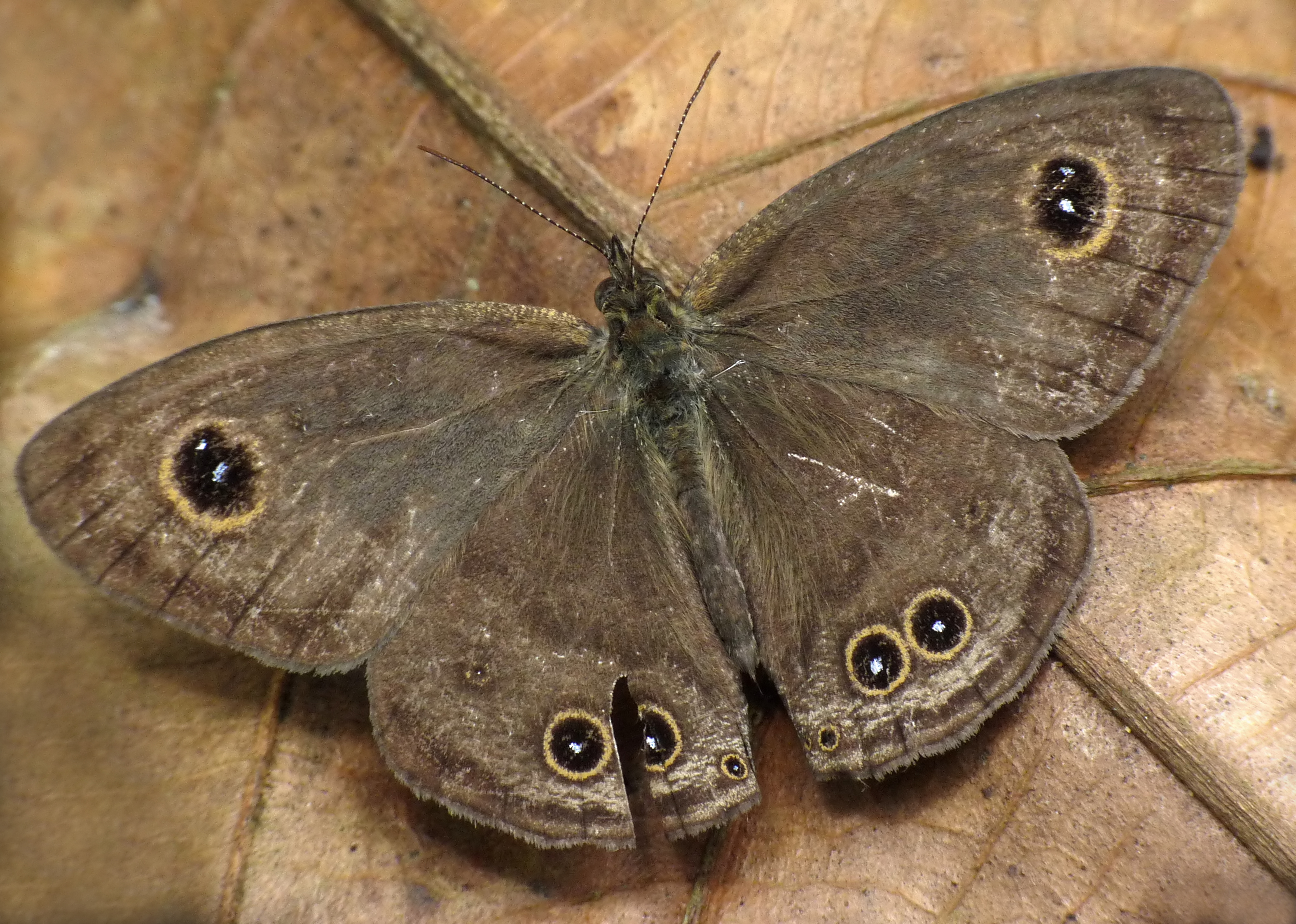
背面, 乾季型態